# 1932年世界乒乓球锦标赛
1932年世界乒乓球锦标赛是第六届世界乒乓球锦标赛，于1932年1月25日至30日在捷克斯洛伐克布拉格举行。最终匈牙利队获得五个小项的冠军，成为该届比赛的最大赢家。

## 赛果

### 团体
| 项目                | 金牌 | 银牌                                                                                     | 铜牌                                                                                       |
| 男子团体 斯韦思林杯 | 捷克斯洛伐克 · Michael Grobauer · 斯坦尼斯拉夫·科拉日 · Jindřich Lauterbach · Antonín Maleček · Bedřich Nikodém | 匈牙利 · 鲍尔瑙·维克托 · 拜拉克·拉斯洛 · 达维德·拉约什 · 斯蒂芬·凯伦 · 绍鲍多什·米克洛什 | 奥地利 · Manfred Feher · 保罗·弗卢斯曼 · 埃尔温·科恩 · 阿尔弗雷德·利布斯特尔 · 罗伯特·图姆 |

### 单项
| 项目     | 金牌                            | 银牌                                | 铜牌                             |
| 男子单打 | 鲍尔瑙·维克托                   | 绍鲍多什·米克洛什                   | 博罗什·伊什特万                  |
| 男子单打 | 鲍尔瑙·维克托                   | 绍鲍多什·米克洛什                   | 埃尔温·科恩                      |
| 女子单打 | 希波什·安娜                     | 迈德年斯基·玛丽亚                   | 加尔·玛格达                      |
| 女子单打 | 希波什·安娜                     | 迈德年斯基·玛丽亚                   | 玛丽·什米多娃                    |
| 男子双打 | 鲍尔瑙·维克托 绍鲍多什·米克洛什 | 拜拉克·拉斯洛 格隆茨·尚多尔         | Charles Bull David Jones         |
| 男子双打 | 鲍尔瑙·维克托 绍鲍多什·米克洛什 | 拜拉克·拉斯洛 格隆茨·尚多尔         | 博罗什·伊什特万 哈齐·蒂博尔      |
| 女子双打 | 迈德年斯基·玛丽亚 希波什·安娜   | Anna Braunova 玛丽·什米多娃         | Vera Pavlaskova Berta Zdobnicka  |
| 女子双打 | 迈德年斯基·玛丽亚 希波什·安娜   | Anna Braunova 玛丽·什米多娃         | Anita Felguth-Denker 加尔·玛格达 |
| 混合双打 | 鲍尔瑙·维克托 希波什·安娜       | 绍鲍多什·米克洛什 迈德年斯基·玛丽亚 | Jaroslav Jílek 玛丽·什米多娃     |
| 混合双打 | 鲍尔瑙·维克托 希波什·安娜       | 绍鲍多什·米克洛什 迈德年斯基·玛丽亚 | 格隆茨·尚多尔 加尔·玛格达        |